# Archibald MacLeish
Archibald MacLeish (Glencoe, Illinois, 7 de maio de 1892 – Boston, Massachusetts, 20 de abril de 1982) foi um poeta e bibliotecário da Biblioteca do Congresso. MacLeish foi ligado ao movimento Modernista e recebeu três prêmios Pulitzer por seu trabalho como escritor.

## Vida e obra

### Primeiros anos
MacLeish nasceu em Glencoe, Illinois. Seu pai, o escocês Andrew MacLeish, trabalhava como mercador. Sua mãe, Martha (nascida Hillard), era professora universitária. Ele cresceu numa residência à beira do Lago Michigan. Estudou em uma renomada escola em Connecticut, a Hotchkiss School, entre 1907 e 1911, antes de entrar para a Universidade Yale, onde se formou em Letras. Seus estudos foram interrompidos durante a Primeira Guerra Mundial, na qual serviu, primeiro como motorista de ambulância, depois como capitão de  campo de artilharia. Formou-se em Direito na Harvard Law School, onde foi o primeiro da sua classe. Apesar de ter se focado em seus estudos de Direito, também começou a escrever poesia durante este período. Em 1916 casou-se com Ada Hitchcock.  Lecionou Direito por um semestre em 1919 no Departamento de Governo da Universidade Harvard. Depois, trabalhou brevemente como editor do jornal The New Republic. Em seguida, trabalhou em Boston como advogado, mas descobriu que aquela profissão o desviava de sua poesia. Demitiu-se em 1923, no dia em que foi promovido como sócio na firma de advocacia.

### Exílio
Em 1923 MacLeish, então, mudou-se com a família para a França e deu início a enfocar apenas na escrita. Em Paris, France, se juntou a uma comunidade de intelectuais exilados que incluía escritores tais como:  Gertrude Stein, Kay Boyle, Ernest Hemingway e Ezra Pound. Também se tornou parte da confraria encabeçada por Gerald and Sarah Murphy, a qual incluía Zelda and F. Scott Fitzgerald, John Dos Passos, Fernand Léger, Jean Cocteau, Pablo Picasso, John O'Hara, Cole Porter, Dorothy Parker e Robert Benchley. Durante os quatro anos seguintes publicou quatro livros de poesia, incluindo The Happy Marriage and Other Poems (O Casamento Feliz e Outros Poemas) (Houghton Mifflin, 1924) e The Pot of Earth (O Vaso da Terra) (Houghton Mifflin, 1925). Voltou aos Estados Unidos em 1928. De 1930 a 1938 trabalhou como escritor e editor para a revista Fortune, tempo em que também foi se tornando mais politicamente ativo, especialmente em causas contra o fascismo. Nos anos 1930, afirmou que o capitalismo estava "simbolicamente morto" e escreveu sobre o assunto na peça de teatro em versos Panic (1935).
Enquanto estava em Paris, Harry Crosby,  editor da Black Sun Press, ofereceu-se para publicar a poesia de MacLeish. Ambos MacLeish e Crosby subverteram as expectativas da sociedade, rejeitando carreiras convencionais em advocacia e finanças. Crosby publicou o poema longo de MacLeish, Einstein, numa edição de luxo com 150 cópias, vendida rapidamente. MacLeish recebeu US$200 por seu trabalho.:183

### Bibliotecário do Congresso

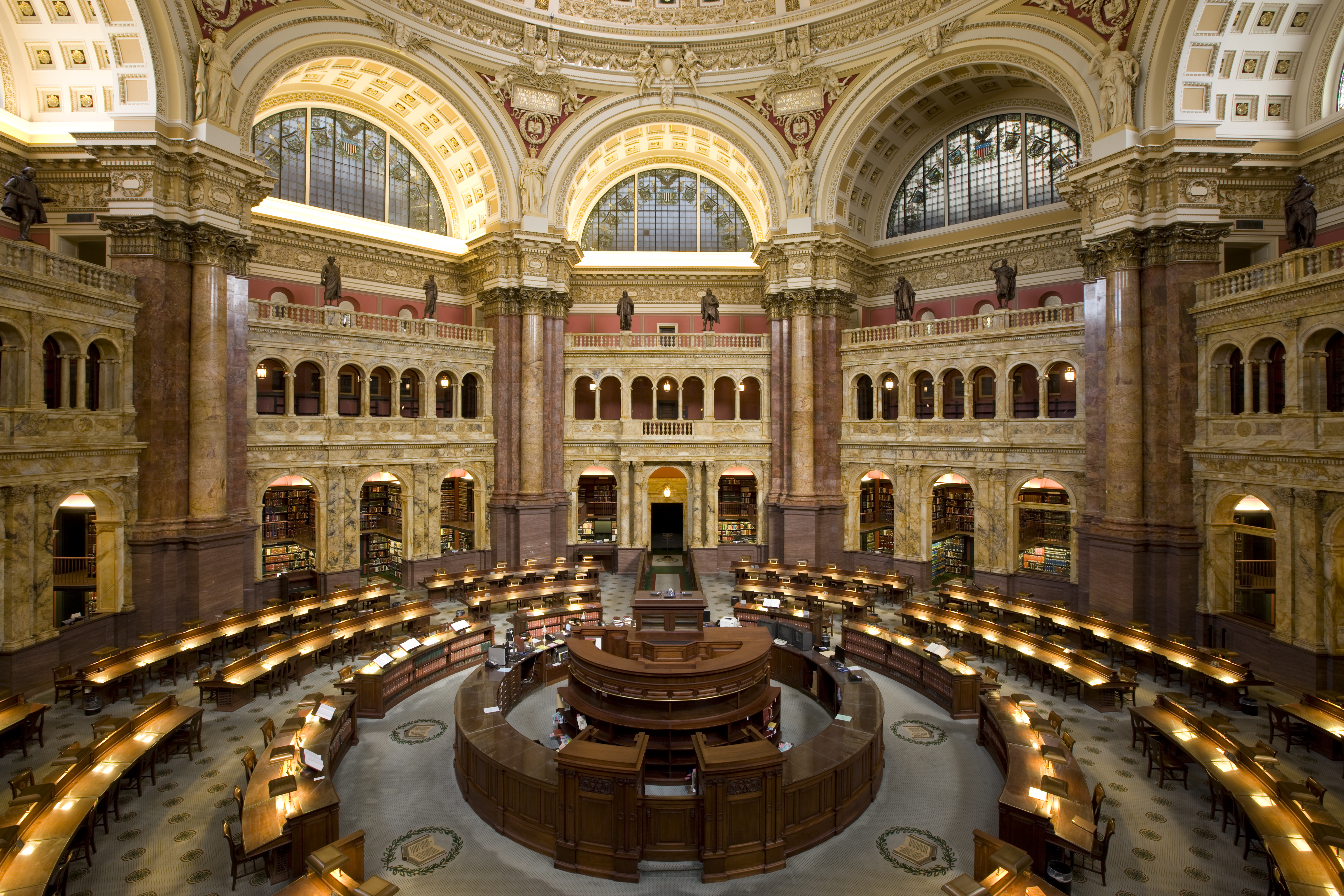
Sala de leitura da Biblioteca do Congresso

Nas bibliotecas dos Estados Unidos, MacLeish é chamado de "uma das cem figuras mais influentes na Biblioteconomia durante o século XX" nos Estados Unidos. A carreira de MacLeish em bibliotecas e no serviço público iniciou, não como uma vontade interna, mas como uma associação entre a insistência de um amigo próximo, Felix Frankfurter, e, como MacLeish diz, “O Presidente decidiu que eu queria ser bibliotecário do Congresso".” A nomeação de MacLeish por Franklin Roosevelt foi controversa e uma manobra política cheia de desafios. Primeiro, porque o até então bibliotecário do Congresso, Herbert Putnam, que serviu por quarenta anos, precisou ser persuadido a se aposentar do cargo. De modo a ser persuadido, Putnam foi feito bibliotecário emérito. Além disso, Roosevelt desejava alguém com sensibilidade política semelhante para preencher o cargo e ajudar a convencer o público americano que o New Deal estava funcionando e que ele tinha o direito a se candidatar a um terceiro mandato na presidência, algo nunca antes visto na história do país. A profissão de poeta e o exílio em Paris deixou MacLeish em maus lençóis com os republicanos. Por fim, a falta de um diploma de Biblioteconomia ou qualquer treinamento exasperaram a comunidade bibliotecária, especialmente a Associação Americana de Bibliotecas, que fazia campanha para nomeação de um de seus membros. Apesar dos desafios, Roosevelt e Frankfurter entenderam que a mistura do amor pela literatura com as habilidades de organizar e motivar pessoas que MacLeish tinha, exemplificadas pelo trabalho feito por ele na escola de direito, poderiam ser exatamente o que a Biblioteca do Congresso precisava.
Os argumentos dos republicanos contra a nomeação de MacLeish eram que ele era poeta e que tinha simpatia a causas comunistas. Chamando à atenção sobre as diferenças com o partido, que ele teve durante anos, MacLeish confessou que “ninguém ficaria mais chocado de descobrir que sou comunista do que os próprios comunistas.”:296 Com o apoio do presidente e do líder da maioria do Senado, senador Alben Barkley, democrata de Kentucky, MacLeish foi escolhido pelos senadores como bibliotecário em uma votação nominal.:298

### Segunda Guerra Mundial

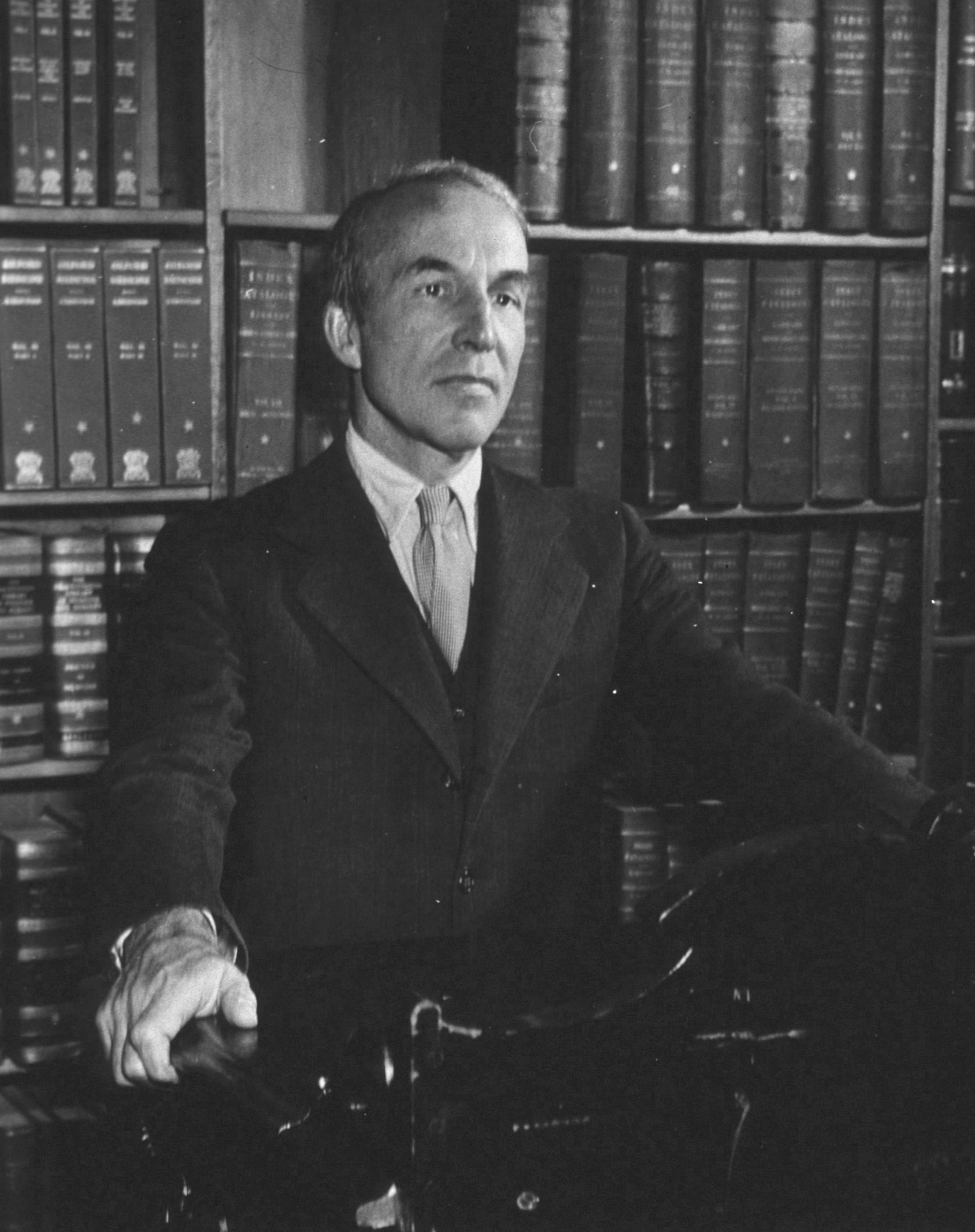
MacLeish em 1944

Durante a Segunda Guerra Mundial, MacLeish serviu também como diretor assistente do Escritório de Informações do Departamento de Guerra. O trabalho de MacLeish nesse período envolvia propaganda, o que caía bem no talento do poeta, haja vista que ele tinha publicado vários trabalhos politicamente motivados na década anterior. Durante um ano, foi secretário assistente de Relações Públicas. Depois, representou os Estados Unidos na criação da UNESCO. Depois disso, se aposentou da vida pública e passou a se dedicar à Academia.

### Retorno à escrita
Apesar de um longo debate sobre os méritos do Marxismo, MacLeish esteve sob a mira dos anticomunistas nos anos 1940 e 1950, incluindo J. Edgar Hoover e Joseph McCarthy. Muito disso advém do envolvimento do escritor com organizações de esquerda como a Liga dos Escritores Americanos e, nomeadamente, à sua amizade com proeminentes escritores de esquerda. Em 1949, MacLeish se tornou professor de oratória e retórica em Harvard. Ocupou o cargo até se aposentar, em 1962. Em 1959, sua peça J.B. recebeu o prêmio Pulitzer de teatro. Entre 1963 e 1967 lecionou como professor convidado na Faculdade Amherst. Por volta de 1969/70, ele conheceu Bob Dylan, que descreveu o encontro no terceiro capítulo de suas crônicas.
MacLeish admirava profundamente T. S. Eliot e Ezra Pound. Seu trabalho apresenta significativa influência dos dois autores. Ele foi a figura literária que teve papel crucial na alta de Ezra Pound do Hospital St. Elisabeth, em Washington DC, onde Pound esteve preso por traição entre 1946 e 1958. Os primeiros trabalhos de MacLeish eram essencialmente modernistas e aceitavam a posição modernista contemporânea de que o poeta estava isolado da sociedade. Seu poema mais famoso, "Ars Poetica," contém uma afirmação clássica da estética modernista: "Um poema não devia significar / Mas ser". Mais tarde ele romperia com a estética modernista pura. MacLeish era intimamente ligado à vida pública e passou a crer que isso não era apenas um papel apropriado, mas inevitável para um poeta.

## Legado
MacLeish trabalho para promover as artes, a cultura e as bibliotecas. Entre outras atividades, MacLeish foi o primeiro bibliotecário do Congresso a iniciar o processo de nomeação que viria a ser chamado de "Poeta Laureado dos Estados Unidos". O "poeta laureado consultor de poesia da Biblioteca do Congresso" veio de uma doação de Archer M. Huntington em 1937, um rico construtor de navios. Como várias doações, esta veio com ônus. Neste caso, Huntington queria que Joseph Auslander fosse o poeta nomeado para o cargo. MacLeish viu pouco valor no trabalho de Auslander. Entretanto, MacLeish estava feliz porque ter Auslander no cargo atraía muitos outros poetas, como Robinson Jeffers e Robert Frost para realizar leituras na biblioteca. MacLeish decidiu estabelecer uma consultoria rotativa em vez de dar uma posição vitalícia ao consultor.:327  Em 1943, MacLeish mostrou seu amor pela poesia e pela Biblioteca do Congresso ao nomear Louise Bogan para o cargo de poeta laureada. Bogan, que vinha sendo crítica hostil de longa data aos próprios escritos de MacLeish, perguntou a ele o motivo da nomeação, ao que MacLeish respondeu: ela era a melhor pessoa para aquela posição. Para MacLeish, promover a Biblioteca e as artes era imensamente mais importante que conflitos pessoais.
MacLeish teve três filhos: Kenneth, Mary Hillard, e William.  Ele também é tio-avô da atriz de cinema Laura Dern.

## Prêmios
- 1933: Pulitzer (categoria poesia) por Conquistador
- 1946: Comendador da Ordem Nacional da Legião de Honra
- 1953: Pulitzer (categoria poesia) por Collected Poems 1917–1952
- 1953: Prêmio Nacional do Livro (categoria Poesia) por Collected Poems, 1917–1952[8]
- 1953: Prêmio Bollingen de Poesia
- 1959: Pulitzer (categoria teatro) por J.B.
- 1959: Prêmio Tony de Melhor Peça, por J.B.
- 1965: Oscar de melhor documentário em longa metragem por The Eleanor Roosevelt Story
- 1977: Medalha Presidencial da Liberdade

## Trabalhos

### Poesia
- Class Poem (1915)
- Songs for a Summer's Day (1915)
- Tower of Ivory (1917)
- The Happy Marriage (1924)
- The Pot of Earth (1925)
- Nobodaddy (1926)
- The Hamlet of A. Macleish (1928)
- Streets in the Moon (1928)
- Einstein (1929)
- New Found Land (1930)
- Conquistador (1932)
- Elpenor (1933)
- Frescoes for Mr. Rockefeller's City (1933)
- Poems, 1924–1933 (1935)
- Public Speech (1936)
- Actfive and Other Poems (1948)
- Collected Poems (1952)
- Songs for Eve (1954)
- The Collected Poems of Archibald MacLeish (1962)
- The Wild Old Wicked Man and Other Poems (1968)
- The Human Season, Selected Poems 1926–1972 (1972)
- New and Collected Poems, 1917–1976 (1976)

### Prosa
- Jews in America (1936)
- America Was Promises (1939)
- The Irresponsibles: A Declaration (1940)
- The American Cause (1941)
- A Time to Speak (1941)
- American Opinion and the War: the Rede Lecture (1942)
- A Time to Act: Selected Addresses (1943)
- Freedom Is the Right to Choose (1951)
- Art Education and the Creative Process (1954)
- Poetry and Experience (1961)
- The Dialogues of Archibald MacLeish and Mark Van Doren (1964)
- The Eleanor Roosevelt Story (1965)
- A Continuing Journey (1968)
- Champion of a Cause: Essays and Addresses on Librarianship (1971)
- Poetry and Opinion: the Pisan Cantos of Ezra Pound (1974)
- Riders on the Earth: Essays & Recollections (1978)
- Letters of Archibald MacLeish, 1907–1982 (1983)

### Teatro
- Union Pacific (ballet) (1934)
- Panic (1935)
- The Fall of the City (1937)
- Air Raid (1938)
- The Land of the Free (1938)
- Colloquy for the States (1943)
- The American Story: Ten Broadcasts (1944)
- The Trojan Horse (1952)
- This Music Crept By Me on the Waters (1953)
- J.B. (1958)
- Three Short Plays (1961)
- An Evening's Journey to Conway (1967)
- Herakles (1967)
- Scratch (1971)
- The Great American Fourth of July Parade (1975)
- Six Plays (1980)